# Parafia św. Bartłomieja Apostoła w Kuczborku
Parafia pw. św. Bartłomieja Apostoła w Kuczborku-Osadzie – parafia rzymskokatolicka należąca do dekanatu żuromińskiego, diecezji płockiej, metropolii warszawskiej.

## Zasięg parafii
Do parafii należą wierni z miejscowości: Kuczbork-Osada, Chodubka, Kliczewo Duże, Kliczewo Małe, Kozielsk, Krzywki-Bratki, Kuczbork-Wieś, Mianowo, Nidzgora, Olszewko, Osowa, Przyspa, Wólka Kliczewska, Wygoda. 